# Cavalcavia Monte Ceneri-Serra
Il cavalcavia Monte Ceneri-Serra è una strada sopraelevata di Milano, che ricalca a quota elevata il tracciato dei viali Monte Ceneri e Serra, lungo la circonvallazione esterna.

## Storia
La sopraelevata venne costruita dal 1959 al 1965 su progetto dell'ingegnere Silvano Zorzi, coadiuvato dall'ingegnere Giorgio Macchi, e realizzato dall'impresa Angelo Farsura.
Nell'aprile 1961 venne aperta al traffico la prima parte dell'opera, ovvero il sovrappasso del viale Renato Serra sull'incrocio con l'asse dei viali Scarampo e De Gasperi, a sua volta fornito di un sottovia.
Già all'epoca della costruzione, venne criticata la scelta di vietare il transito sul cavalcavia ai mezzi pesanti per ottenere un manufatto di sezione più snella, ovvero di privilegiare l'estetica dell'opera rispetto alla funzionalità.
Venne anche proposto di estendere la strada sopraelevata all'intero anello della circonvallazione esterna; la proposta tuttavia venne realizzata solo nel tratto adiacente di viale Monte Ceneri, e quindi arrestata in seguito ai gravi problemi di inserimento urbanistico emersi.

## Caratteristiche
La sopraelevata ha origine da piazza Stuparich e si dirige verso nord-est ricalcando il tracciato della circonvallazione esterna.
Essa si compone di due viadotti, posti a breve distanza l'uno dall'altro: il primo, lungo 350 m, sovrappassa l'incrocio con il viale Scarampo (penetrazione urbana dell'Autostrada dei Laghi), mentre il secondo, lungo circa 1 km, percorre tutti i viali Serra e Monte Ceneri fino a confluire nel preesistente ponte della Ghisolfa.
I viadotti sono in calcestruzzo armato, e si compongono di una serie di pile centrali di dimensioni contenute che sostengono l'impalcato; questo, per contenere l'impatto sul paesaggio urbano, ha una sezione il cui spessore decresce verso l'esterno. Il viadotto appare quindi come un nastro sottile e continuo.

### Fonti
- Piero Galante, Viabilità urbana attrezzata: il nodo Serra-Scarampo a Milano, in Le Strade, anno XLI, n. 5, Milano, Touring Club Italiano, maggio 1961,  pp. 223-232.

### Testi di approfondimento
- Silvano Zorzi, Il primo esempio di strada sopraelevata in Milano, in L'Industria Italiana del Cemento, n. 3, 1961,  pp. 135-140, ISSN 0019-7637 (WC · ACNP).
- G. Polin, Silvano Zorzi In.Co. un nuovo viadotto, in Casabella, n. 490, 1983,  pp. 2-11, ISSN 0008-7181 (WC · ACNP).
- Angelo Villa (a cura di), Silvano Zorzi. Ingegnere 1950-1990, con la collaborazione di Ermes Martinelli, Milano, Electa, 1995, ISBN 88-435-5314-3.